# Allée du Commandant-Massoud
L'allée du Commandant-Massoud est une voie du 8e arrondissement de Paris, en France.

## Situation et accès
L'allée du Commandant-Massoud est une voie située dans le 8e arrondissement de Paris. Purement piétonne, elle est située dans les jardins des Champs-Élysées,.

## Origine du nom
Elle porte le nom du héros national d'Afghanistan Ahmed Chah Massoud (1953-2001) commandant du Front uni islamique et national pour le salut de l'Afghanistan, du Jamiat-e Islami assassiné par Al-Qaïda,.

## Historique
L'allée du Commandant-Massoud a été baptisée le 27 mars 2021 par la maire de Paris Anne Hidalgo et la maire du 8e arrondissement Jeanne d'Hauteserre, en présence du fils ainé d'Ahmed Chah Massoud, du secrétaire d’État français chargé des Affaires européennes Clément Beaune, du président du Haut conseil pour la réconciliation nationale Abdullah Abdullah, du premier vice-président du Conseil des anciens (i.e. la chambre haute du parlement afghan) Mohammad Alam Izdyar (en), de l'ex-président afghan Hamid Karzai et de Bernard-Henri Lévy,,,,.

## Bâtiments remarquables et lieux de mémoire
- Jardins des Champs-Élysées